# Učenje
Učenje je složeni psihički proces promjene ponašanja na osnovi usvojenog znanja i iskustva. Obuhvaća usvajanje navika, informacija, znanja, vještina i sposobnosti. To je proces uskladištavanja podataka u skladištu pamćenja. Učenje i pamćenje su dva međusobno nadopunjujuća aspekta procesa učenja.

## Fiziološki faktori
U fiziološke faktore spadaju:
1. Dob - smatra se da je kapacitet pamćenja neograničen, no postoji životno razdoblje u kojem je lakše učiti (20 - 24 god.). Do 50. godine ne postoje čimbenici koji bi usporavali učenje, a iz godine u godinu, čovjekovo iskustvo se povećava te je veća mogućnost prepoznavanja važnih podataka. O tome govori i činjenica da su velika otkrića znanstvenici nalazili oko pedesete godine. Također, ljudski mozak stvara nove asocijacije na temelju poznatih, što omogućava lakše i brže učenje. Dob ne ograničuje čovjeka da uči, što je i pretpostavka cjeloživotnog učenja.
2. Spol - smatra se da muškarci više djeluju u području prirodnih znanosti, dok su žene jače u društvenim znanostima. O tome govori i sama činjenica da studije matematike, fizike, elektrotehnike i sličnih znanosti upisuje više muških studenata, dok društvene predmete i jezike studira više studentica. To se tumači time što su muškarci i žene različiti u obrađivanju informacija, po načinima usvajanja informacija i brzini kojom usvajaju određenu vrstu informacija. "Muški" mozak lakše pamti apstraktne ideje, znakove, lakše se prostorno orijentira i predočuje nešto u prostoru. "Ženski" mozak s druge strane lakše se uživljava u stanja drugih ljudi, u osjećaje, socijalne konflikte, uspješniji je u obradi verbalnih podataka i jezične građe.
3. Dispozicije - urođena građa i funkcija organizma također utječe na učenje. Genetski nasljeđujemo dispozicije od roditeljskog para i prijašnjih generacija. Čim naučimo nešto novo, na temelju riješavanja nekog problema, čega nema u našem iskustvu, idemo dalje u razvoju svojih dispozicija.
4. Umor - umor je jedan od obrambenih mehanizama organizma koji nas štiti da se ne bismo previše opteretili. To je reverzibilno stanje. Postoji fizički i psihički umor. Fizički umor se javlja nakon što intenzivno, kroz dulje vrijeme opterećujemo neku mišićnu skupinu. Psihički umor s manifestira kao monotonija i jako emocionalno opterećenje koje nastaje zbog nedostatka stimulacije, a ponekad i kao frustracija. Naime, tijekom učenja trošimo mnogo kisika i organizmu je potrebno više kisika. Kad osjetimo umor, treba se odmoriti. Već odmor od kojih pola sata do sat vremena znači brz oporavak. Za psihički odmor potrebno je nešto više vremena, no ako se previše umaramo može biti opasan i manifestirati se kao neurotičnost, depresija i razna psihosomatska oboljenja. Umor u procesu učenja preventira se pravodobnim početkom odmora. U učenju su bitni kratki odmori nakon prvih znakova umora (kad osjećamo da gubimo nit u gradivu, kad počinjemo zuriti u prazno ili kroz prozor...), jer je tada veća mogućnost obnavljanja energije. Dovoljno je prestati s učenjem na 3 do 5 minuta, prošetati i jednostavno se maknuti s mjesta učenja. Tijekom učenja bitno je i paziti na prehranu, jer dodatni stimulansi poput kave ili red bulla samo privremeno odgađaju znakove umora. Zdraviji su fiziološki stimulatori poput umivanja hladnom vodom ili hiperventilacije! Već i samo mijenjanje položaja tijela može biti stimulans. Važno je poštovati znakove umora, jer nas oni upozoravaju da se u našem tijelu odvija nešto što traži energiju, a tu energiju ćemo dobiti odmorom. Farmakološki pripravci poput tableta za "zdravo" i "bistro" učenje i "čvrstu" koncentraciju koji održavaju stanje budnosti i do 20 sati samo otklanjaju osjećaj umora, odnosno blokiraju dolazak informacije o umoru u naš mozak, ali organizam se i dalje umara - to može biti vrlo štetno.

## Psihički faktori
Motivacija je sve ono što potiče na aktivnost, što tu aktivnost usmjeruje i što joj određuje intenzitet i trajanje. To je "volja za nešto". Motivacija je bitna za učenje i za bilo koji drugi rad. Sve što radimo bez volje i s negativnim stavom s vremenom ostavlja tragove na planu ličnosti i do psihičke nestabilnosti. Načini za motiviranje su sljedeći:
- I. Postaviti si cilj - što želim realizirati? Uz cilj, bitno si je postaviti i očekivanja - koliko mogu naučiti, do kada itd. Dobro je napraviti popis svojih zadataka koje mislimo napraviti u jednom danu i onda križati završene poslove. I to pridonosi motivaciji, sama činjenica da smo nešto s popisa uspjeli riješiti i da je popis sada manji.
- II. Poslove razdijeliti u više manjih, jednostavnijih i lakše obavljivih ciljeva te redoslijed kojim će se ti ciljevi obavljati. Na taj način lakše raspolažemo s vremenom.

Kad postignemo neki cilj bitan je osjećaj zadovoljstva na kraju, što mora biti posljedica naše svjesne odluke da ćemo se početi mijenjati na bolje danas.
Postoji unutarnja (intrizična) i vanjska (ekstrizična) motivacija. Unutarnja motivacija je kad imamo neke pokretačke snage unutar nas samih da napredujemo i uspijevamo, za naše potrebe. Vanjska motivacija je neki vanjski motiv zbog kojeg radimo neku aktivnost (npr. ocjena, plaća, poklon itd.)

##### Kako se motivirati za učenje?
1. Prilaziti poslovima s pozitivnim stavom - imati volju učiniti nešto!
2. Postaviti si cilj - što želim ostvariti?
3. Postaviti očekivanja - koliko mogu ostvariti?
4. Biti određen - kako ću to ostvariti?
5. Biti realan - postaviti takve zahtjeve koje mogu ispuniti - imati na umu svoje mogućnosti i sposobnosti.
6. Napraviti popis što trebam obaviti - precrtavati obaljeno.
7. Poslove razdijeliti u više manjih, jednostavnijih i lakše obavljivih ciljeva.
8. Napraviti redoslijed obavljanja poslova - štedim na vremenu.
9. Postaviti si nagrade za obavljen posao - ako obavim posao.
10. Podsjetiti se na dobre strane svog rada - zašto to radim.
11. Osjećaj zadovoljstva na kraju mora biti posljedica naše svjesne odluke da ćemo se početi mijenjati danas!
12. Iskoristi višak energije za svoj rad!
13. Iskoristi negativnosti - podsjeti se na posljedice ako ne obaviš zadatak!
14. Ne prekoračiti vrijeme koje si zadaješ za neki zadatak.
15. Drži se rokova.
16. Napraviti jasnu razliku između "ne mogu" i "neću".
17. Počni odmah. Ne odugovlači!
18. Poboljšaj svoju sposobnost samouvjeravanja!
19. Budi optimističan - šanse za uspjeh će se povećavati!
20. Koristi bilješke, podsjetnike, natuknice i sl.
21. Iskoristi svaki uspjeh kao dodatnu motivaciju za daljnji rad.
22. Prepoznaj ono što bi te moglo ometati i napravi izbor.
23. Imaš pravo pogriješiti - nitko nije savršen.
24. Vježbaj svoj smisao za humor - smijeh ukazuje na to da si realan!
25. Nagradi se za ostvaren cilj – realne nagrade!

### Razina aktivnosti učenja
1. Slušanje predavanja - informacije ne ostaju dugo u pamćenju, podaci se ne stignu strukturirati, što ovisi o predznanju, o tome koliko nam je zanimljiva tema, kako predavač tumači itd.
2. Učenje iz literature - samostalnim prolaženjem kroz literaturu možemo prekidati učenje, tražiti nove informacije, raditi svojim tempom i približiti si sadržaje.
3. Izrada bilježaka - na predavanju primarno slušati i stvarati veze, a bilješke naknadno bilježiti i nadopunjavati sadržajima iz literature. Najbolje je koristiti veliki format papira i na jednu stranu bilježiti pojmove, ključne riječi, podjele i definicije, dok na drugoj strani ostaviti mjesta da osobno nadopunjavanje iz literature. Bilješke se rade tek kad smo prošli literaturu i znamo cjelinu, te služe samo kao pomagalo za učenje i reprodukciju sadržaja.
4. Samostalna reprodukcija - samoprovjera koliko razumijemo gradivo. Najbolje je svoje znanje provjeriti 4 ili 5 sati nakon učenja ili drugi dan, s time da nam ne smiju biti dostupne bilješke. Bitno je formulirati cijelu rečenicu pri samostalnoj reprodukciji i ne otvarati bilješke pa viriti. Čim napravimo strukturu informacija, reprodukcija je lakša. Uvjet za daljnje učenje jest razumijevanje gradiva. Uspjeh u učenju temelji se 40% na radu s literaturom i bilješkama, te 60% na radu na reprodukciji i strukturiranju znanja.
5. Diskusija - razgovor s više različitih osoba o njihovim razmišljanjima, idejama, znanjima i praksi o određenoj temi. Na taj način vidimo sadržaj iz više stajališta i aspekata. Svaki učesnik diskusije trebao bi predstaviti i obrazložiti svoje ideje na način da napravi odabir informacija, a ne da ponavlja iz bilježaka ili literature. Rad u grupama pri pripremanju ispita je bitan jer na taj način uviđamo što je drugima bitno gradivo, a što nama i uvijek naučimo nešto više.
6. Rješavanje problema - najviša razina učenja u kojoj koristimo naučeno ponašanje i znanje u realnoj situaciji u svakodnevnom životu.

## Uvjeti za učenje
Za učenje je važno da se odvija na istom mjestu, tako da već samim prilaženjem tom mjestu znamo da ćemo tu nešto naučiti i osjećati se ugodno. Za takvo mjesto idealno je imati jednu ravnu plohu, npr. radni stol koje je uvijek spremno za učenje, prazno, bez distraktora (koji odvlače pozornost), ugodnog osvjetljenja (da ne umara oči). Također je važno da u okolini nema distraktora poput televizije ili slučajnih prolaznika, što otežava koncentraciju. Stolica na kojoj sjedimo mora biti udobna, visinom usklađena s visinom stola zbog pravilnog držanja, bolje cirkulacije i boljeg disanja, a time i veće količine kisika potrebne za učenje. Prostorija mora biti dobro prozračena i ugodne temperature (ne pretopla). Na mjestu gdje učimo valja samo učiti, zato uvijek treba sjesti za stol sit i bez potrebe za vodom, kavom i sl. što nas može samo dekoncentrirati.

## Vrste učenja

### Prema namjeri
a) namjerno (intencijsko)
b) nenamjerno - promjene u ponašanju koje se ostvaruju, a nemamo namjeru ostvariti ih, nismo svjesni i možemo naknadno steći uvid u to. 
Npr. subperceptivno učenje - ako neki podražaji češće djeluju na naš organizam, ulaze u naš živčani sustav kratko, slabog su intenziteta, to ulaženje se kumulira, nadograđuje i počinje svjesno djelovati na naše ponašanje. Tako su za vrijeme projekcije filma u film ubacili sličicu Coca Cole u svakoj sekundi. Većini gledatelja se javila potreba za Coca Colom nakon projekcije filma.
Npr. hipnopedija ili učenje u snu ili u stanju mirovanja kada osjetilnim kanalima stižu informacije u mozak. Na taj način lakše je učiti monotone sadržaje, poput gramatike, značenja riječi, preko slušalica. Moguće je naučiti strani jezik tom metodom, no bitno je nadoknaditi san kasnije jer se budimo umorniji.
Npr. latentna učenja - prikrivena učenja dok se ne stvori uvjet da se manifestiraju (npr. vrata koja zapinju pa ih uvijek zatvaramo jače, sve dok se ne poprave nismo svjesni načina na kojeg smo ih otvarali prije; ne znamo nabrojiti pjesme na CD-u kako idu jedna za drugom, ali znamo početak sljedeća pjesme kad čujemo kraj prijašnje).

### Prema tipu građe
a) psihomotorno (motorno)
b) misaono-verbalno (verbalno)

### Prema načinu učenja
a) jednostavno
a.1) učenje uvjetovanjem
a.2) mehaničko (asocijativno)

b) složeno
b.1) instrumentalno uvjetovanje
b.2) uvid u situaciju
b.3) socijalno
b.4) po modelu
b.5) stvaralačko
b.6) kombinatorno

## Akcelerirano učenje
Akcelerirano učenje temelji se na šest osnovnih koraka koji su potrebni za lakše i brže učenje. To su:
1. Priprema
2. Informacije
3. Istraživanje
4. Pamćenje
5. Test
6. Osvrt

Suvremene metode učenja uključuju i izradu mentalnih mapa te brzo čitanje.
Pojam akceleriranog učenja javio se u suvremenom ubrzanom društvu koje želi doći na brz i jednostavan način do korisnih informacija. Originalni koncept brzog učenja razvio je profesor Lozanov, a tijekom sedamdesetih godina su ga je šire objavili Ostrander i Schroeder.  Oni su dokazali da učenjem u određenom ritmu i frekvencijama, sposobnost učenja i zadržavanja informacija može se uvelike poboljšati. Akcelerirano učenje temelji se na najnovijim istraživanjima ljudskog mozga. Svaki pojedinac ima svoj način učenja – način koji mu najboljr odgovara. Ako znate i koristite tehnike koje se poklapaju s vašim načinom učenja, učite prirodnije. Budući da je prirodnije, postaje i lakše. A jer je lakše, ujedno je i brže. Stoga i samo ime akceleriranog učenja. Uklapanjem dobro istraženih tehnika pamćenja, akcelerirano učenje čini učenje ugodnim, uspješnim i zadovoljavajućim iskustvom. Profesor Gardner sa sveučilišta Harvard razvio je «Teoriju višestrukih inteligencija» koja govori da se IQ ne bi smio mjeriti kao apsolutna mjera poput visine, težine ili krvnog tlaka. Ne radi se o tome koliko si pametan, već kako si pametan. Svi mi kao ljudska bića imamo repertoar vještina za rješavanje različitih vrsta problema. Gardner definira inteligenciju kao sposobnost rješavanja problema ili oblikovanja nekog proizvoda koja se procjenjuje u jednom ili više kulturnih okvira. Mreža akceleriranog učenja je uzela Gardnerovu teoriju i stavila je u praksu. Stvorili su proizvode koji omogućuju učenicima da uče prema vlastitim mogućnostima učenja. Dodatno se bave i nizom aktivnosti učenja koje uključuju sve inteligencije, tako da svatko ima jednaku priliku za učenje. Postoji osam inteligencija, a to su:
1. Jezična inteligencija – sposobnost čitanja, pisanja i komuniciranja pomoću riječi
2. Logičko-matematička inteligencija – sposobnost razumijevanja i računanja, razmišljanja na logičan i sistematičan način
3. Vizualno-prostorna inteligencija – sposobnost razmišljanja u slikama, vizualizacije budućeg ishoda, zamišljanja stvari u glavi.
4. Glazbena inteligencija – sposobnost stvaranja ili komponiranja glazbe, dobrog pjevanja ili razumijevanje i cijenjenje glazbe, sposobnost držanja ritma.
5. Tjelesno-kinestetička inteligencija – sposobnost vještog korištenja tijela za rješavanje problema, stvaranje proizvoda ili prezentiranje ideja i emocija.
6. Društvena (interpersonalna) inteligencija – sposobnost učinkovitog rada s drugima, povezivanje s drugim ljudima, pokazivanja empatije i razumijevanja, primjećivanja njihovih motivacija i ciljeva.
7. Osobna (intrapersonalna) inteligencija – sposobnost za samoanalizu i refleksiju, sposobnost samopromišljanja i samoprocjene vlasitih postignuća, samokritika vlastitog ponašanja i unutarnjih osjećaja, sposobnost planiranja i postavljanja ciljeva, mogućnost poznavanja samog sebe.
8. Prirodna inteligencija – sposobnost prepoznavanja flore i faune, stvaranja drugih posljedičnih razlikovanja u prirodnom svijetu i produktivnog korištenja ove sposobnosti, npr. u lovu, poljodjelstvu ili biologiji.

Tradicionalno su se školski predmeti poučavali uključivanjem samo jezične i logičko-matematičke inteligencije. To znači da su učenici koji su prirodno jaki u tim područjima dobro prolazili u školskom sustavu. Danas su te inteligencije jako važne, ali postoji i šest drugih inteligencija. Tek kad dovedemo u red sve svoje inteligencije zaista počinjemo koristiti cjelokupnu moć uma!
Jedna od suvremenih tehnika koja pomaže u učenju su mentalne mape. Mentalna mapa je dijagram koji se koristi da bismo si predočili riječi, ideje, zadatke ili druge stvari međusobno povezane i poredane oko centralnog pojma ili ideje. Stavljanje različitih informacija u mentalnu mapu radijalno omogućava lakše povezivanje pojedinih informacija, a time olakšava pamćenje i učenje. Elementi mape mogu se poredati prema važnosti na grupe, grane ili područja. Elementi koji spadaju pod jednu granu mogu se obojiti jednom bojom i tako vizualno bolje prikazati. Koristi se za prikupljanje znanja ili obnavljanje starih znanja. Najpopularniji autor mnogih knjiga o mentalnim mapama, Tony Buzan, predlaže da se središnji pojam stavi na sredinu papira. U mapi se mogu koristiti sličice, simboli, šifre, i različite dimenzije. Ključne riječi pišu se velikim tiskanim slovima, a kako prelazimo u niži rodni pojam možemo ih promijeniti u mala tiskana slova. Svaka riječ ili slika mora stajati samostalno na jednoj grani. Crte moraju biti povezane počevši od centralnog pojma. Centralne crte su deblje i postaju sve tanje kako se odmiču od centra. Crte su jednake duljine kao i riječ ili slika. Na mapi se koriste boje prema vlastitom izboru odnosno šifri. Dobro je naglasiti pojedine dijelove i koristiti asocijacije diljem mape.
Postoji još niz korisnih tehnika poput mnemotehnika i novih načina učenja, ovo su samo neki od najpopularnijih i najučinkovitijih. Zahvaljujući tim modelima pojam cjeloživotnog učenja postaje ugodan i nešto čemu se treba veseliti.